# Joël Matip
Joël André Matip Job (* 8. srpna 1991 Bochum) je bývalý kamerunský profesionální fotbalista, který hrál na pozici středního obránce. Mezi lety 2010 a 2015 odehrál také 27 utkání v dresu kamerunské reprezentace. Zúčastnil se Mistrovství světa ve fotbale 2014.

## Osobní život
Matip se narodil v Bochumi německé matce a kamerunskému otci. Jeho bratrem je bývalý fotbalista Marvin Matip a bratrancem bývalý fotbalista Joseph-Désiré Job.

## Statistiky

### Klubové
K 10. únoru 2022
| Klub       | Sezóna  | Liga           | Liga   | Liga | Národní pohár | Národní pohár | Ligový pohár | Ligový pohár | Evropské poháry | Evropské poháry | Ostatní | Ostatní | Celkem | Celkem |
| Klub       | Sezóna  | Liga           | Zápasy | Góly | Zápasy        | Góly          | Zápasy       | Góly         | Zápasy          | Góly            | Zápasy  | Góly    | Zápasy | Góly   |
| ---------- | ------- | -------------- | ------ | ---- | ------------- | ------------- | ------------ | ------------ | --------------- | --------------- | ------- | ------- | ------ | ------ |
| Schalke 04 | 2009/10 | Bundesliga     | 20     | 3    | 2             | 0             | —            | —            | —               | —               | —       | —       | 22     | 3      |
| Schalke 04 | 2010/11 | Bundesliga     | 26     | 0    | 4             | 0             | —            | —            | 11              | 1               | 1       | 0       | 42     | 1      |
| Schalke 04 | 2011/12 | Bundesliga     | 30     | 3    | 3             | 1             | —            | —            | 13              | 1               | 1       | 0       | 47     | 5      |
| Schalke 04 | 2012/13 | Bundesliga     | 32     | 3    | 1             | 0             | —            | —            | 6               | 0               | —       | —       | 39     | 3      |
| Schalke 04 | 2013/14 | Bundesliga     | 31     | 3    | 3             | 0             | —            | —            | 8               | 1               | —       | —       | 42     | 4      |
| Schalke 04 | 2014/15 | Bundesliga     | 21     | 2    | 1             | 1             | —            | —            | 3               | 0               | —       | —       | 25     | 3      |
| Schalke 04 | 2015/16 | Bundesliga     | 34     | 3    | 2             | 0             | —            | —            | 5               | 1               | —       | —       | 41     | 4      |
| Schalke 04 | Celkem  | Celkem         | 194    | 17   | 16            | 2             | —            | —            | 46              | 4               | 2       | 0       | 258    | 23     |
| Liverpool  | 2016/17 | Premier League | 29     | 1    | 0             | 0             | 3            | 0            | —               | —               | —       | —       | 32     | 1      |
| Liverpool  | 2017/18 | Premier League | 25     | 1    | 2             | 0             | 0            | 0            | 8               | 0               | —       | —       | 35     | 1      |
| Liverpool  | 2018/19 | Premier League | 22     | 1    | 0             | 0             | 1            | 0            | 8               | 0               | —       | —       | 31     | 1      |
| Liverpool  | 2019/20 | Premier League | 9      | 1    | 1             | 0             | 0            | 0            | 1               | 0               | 2       | 1       | 13     | 2      |
| Liverpool  | 2020/21 | Premier League | 10     | 1    | 0             | 0             | 0            | 0            | 2               | 0               | 0       | 0       | 12     | 1      |
| Liverpool  | 2021/22 | Premier League | 18     | 0    | 0             | 0             | 3            | 0            | 5               | 0               | —       | —       | 26     | 0      |
| Liverpool  | Celkem  | Celkem         | 113    | 5    | 3             | 0             | 7            | 0            | 24              | 0               | 2       | 1       | 149    | 6      |
| Celkem     | Celkem  | Celkem         | 317    | 22   | 19            | 2             | 7            | 0            | 70              | 4               | 4       | 1       | 407    | 29     |

### Reprezentační
| Kamerun | Kamerun | Kamerun |
| Rok     | Zápasy  | Góly    |
| ------- | ------- | ------- |
| 2010    | 6       | 0       |
| 2011    | 3       | 0       |
| 2012    | 4       | 0       |
| 2013    | 6       | 0       |
| 2014    | 7       | 1       |
| 2015    | 1       | 0       |
| Celkem  | 27      | 1       |

#### Reprezentační góly
Skóre a výsledky Kamerunu jsou vždy zapisovány jako první
| Gól | Datum           | Místo                                               | Soupeř   | Skóre | Výsledek | Soutěž                 |
| --- | --------------- | --------------------------------------------------- | -------- | ----- | -------- | ---------------------- |
| 1.  | 23. června 2014 | Estádio Nacional Mané Garrincha, Brasília, Brazílie | Brazílie | 1:1   | 1:4      | Mistrovství světa 2014 |